# فهرست قنات‌های شهرستان اهر
جدول زیر بر اساس آمار وزارت جهاد کشاورزیتهیه شده‌است. فهرست زیر قنات‌های شهرستان اهر در استان آذربایجان شرقی را نشان می‌دهد.
| نام قنات        | موقعیت                  | نزدیک‌ترین روستا | طول قنات (متر) | تعداد میله چاه | عمق مادر چاه | دبی (لیتر بر ثانیه) | سطح زیر کشت (هکتار) |
| --------------- | ----------------------- | --------------- | -------------- | -------------- | ------------ | ------------------- | ------------------- |
| برس             | بخش مرکزی شهرستان اهر   | برس             | ۲۳۰            | ۱۷             | ۵            | ۶                   | ۴۰                  |
| تورخونی         | بخش خاروانا شهرستان اهر | خاروانا         | ۱۵۰            | ۱۰             | ۷            | ۰                   | ۷۰                  |
| حاجی تقی        | بخش مرکزی شهرستان اهر   | یخفروزان        | ۳۰۰            | ۲۰             | ۸            | ۸                   | ۱۸۰                 |
| حاجی رمضان      | بخش مرکزی شهرستان اهر   | یخفروزان        | ۲۵۰            | ۱۷             | ۶            | ۵                   | ۱۵۰                 |
| حاجیلار         | بخش مرکزی شهرستان اهر   | حاجیلار         | ۷۰۰            | ۴۰             | ۵            | ۷                   | ۶۰                  |
| خاروانا         | بخش خاروانا شهرستان اهر | خاروانا         | ۳۰۰            | ۲۰             | ۱۶           | ۹                   | ۲۰۰                 |
| دسته بیگلو      | بخش مرکزی شهرستان اهر   | عسگرآباد        | ۱۰۰۰           | ۶۵             | ۶            | ۸                   | ۵۰                  |
| زنگ ملک         | بخش مرکزی شهرستان اهر   | زنگ ملک         | ۴۰۰            | ۲۵             | ۶            | ۶                   | ۳۵                  |
| سوابحان         | بخش مرکزی شهرستان اهر   | سوابحان         | ۳۵۰            | ۲۴             | ۴            | ۵                   | ۴۰                  |
| سیداحمد         | بخش خاروانا شهرستان اهر | جوشین           | ۱۲۰            | ۱۲             | ۶            | ۷                   | ۸۰                  |
| شیشه            | بخش مرکزی شهرستان اهر   | شیشه            | ۲۸۰            | ۲۰             | ۵            | ۷                   | ۳۰                  |
| عسگرآباد        | بخش مرکزی شهرستان اهر   | عسگرآباد        | ۵۰۰            | ۳۰             | ۱۰           | ۶                   | ۲۰                  |
| قره چای         | بخش مرکزی شهرستان اهر   | یخفروزان        | ۱۵۰            | ۱۰             | ۵            | ۴                   | ۱۵                  |
| قورشاقلو        | بخش مرکزی شهرستان اهر   | قورشاقلو        | ۴۰۰            | ۲۵             | ۵            | ۷                   | ۴۵                  |
| لیلاب           | بخش خاروانا شهرستان اهر | لیلاب           | ۲۰۰            | ۱۴             | ۱۵           | ۰                   | ۲۰۰                 |
| ملیک            | بخش مرکزی شهرستان اهر   | بهل             | ۱۰۰            | ۱۰             | ۵            | ۳                   | ۲۰                  |
| نان باغی        | بخش مرکزی شهرستان اهر   | یخفروزان        | ۲۰۰            | ۱۴             | ۵            | ۲٫۵                 | ۱۲                  |
| نجق             | بخش خاروانا شهرستان اهر | نحق             | ۴۰۰            | ۲۷             | ۷۰           | ۰                   | ۸۰                  |
| ورگهان          | بخش مرکزی شهرستان اهر   | ورگهان          | ۴۵۰            | ۲۷             | ۵            | ۹                   | ۵۵                  |
| کربلائی فتح اله | بخش مرکزی شهرستان اهر   | یخفدوزان        | ۳۰۰            | ۲۰             | ۵            | ۵                   | ۶۰                  |
| کلو             | بخش خاروانا شهرستان اهر | کلو             | ۳۵۰            | ۲۴             | ۱۸           | ۱۷                  | ۷۰                  |
| یاغبتلو         | بخش مرکزی شهرستان اهر   | یاغبتلو         | ۸۰۰            | ۴۵             | ۵            | ۹                   | ۴۵                  |